# Individualistas Tendiendo a lo Salvaje
Individualistas Tendiendo a lo Salvaje (ITS) es un grupo terrorista autodefinido como ecoextremista surgido en México en 2011. 
Las autoridades mexicanas le han atribuido algunas acciones violentas, pero la mayor parte de los ataques reivindicados por el grupo han sido desmentidos tras las investigaciones judiciales y atribuidos a otros grupos o a delitos distintos de terrorismo. La falta de una labor de contraste de la información por los medios de comunicación ha conducido a que cualquier acción violenta reivindicada por ITS llegue a la opinión pública.

## Ideario
El 3 de febrero de 2016, ITS publicó un comunicado en un blog llamado Maldición Eco-extremista. En él se definió como ecoextremista, acusando al progreso científico y tecnológico de ser el responsable de la devastación de los ecosistemas y del desarrollo de una civilización que se aleja de la naturaleza. Tomando una versión deformada de la utopía del buen salvaje de Rousseau representan un opuesto a una sociedad hipercivilizada que, nutridos de ideales anarquistas, ven en la aniquilación de los agentes del desarrollo tecnológico un medio para alcanzar el ideal del hombre primitivo perfecto. Para revertir el progreso tecnológico que ven como un proceso de degradación anunciaron que realizarían actos contundentes contra quienes había señalado como responsables, sin remordimientos. El grupo aseguró que había iniciado sus actividades terroristas en el año 2011, enviando cartas bomba a maestros universitarios que se dedican a la enseñanza de nanotecnología y otras ciencias relacionadas en varios centros universitarios de México.
La metodología de estas primeras acciones se asemeja a la de Ted Kaczynski, alias Unabomber, a quien ITS reconoce como su mayor inspirador en ese momento. Sin embargo, otros grupos neoludistas o anarcoprimitivistas se muestran críticos y aparentemente llegan a ponerse en contacto con el propio Kaczinsky, que a principios de 2012 escribe una carta mordaz contra ITS por su ingenua propuesta de acción revolucionaria y un análisis poco riguroso de los movimientos sociales a lo largo de la historia.
En el año 2014, ITS anuncia una nueva fase y hace público un comunicado anunciando su unión con una decena de grupos ecoanarquistas. Sin embargo, es en esta nueva fase cuando la mayoría de las acciones reivindicadas por ITS son luego desmentidas por las investigaciones policiales hallando a los verdaderos responsables.[cita requerida]  En julio de 2019, el grupo publica la revista Ajajema, la cual recoge diversos comunicados de células afines a ITS.
ITS presume de haber extendido su influencia desde México a varios países europeos y latinoamericanos, incluyendo presencia en Chile y Brasil. Esta internacionalización no ha sido corroborada por los hechos y su presencia en la actualidad no ha sido confirmada. El grupo tampoco aparece en el listado de organizaciones terroristas internacionales del Consejo Europeo ni en el del departamento de Estado de EE. UU.

## Cronología

### Actividad en México
El 27 de abril de 2011, un paquete bomba estalló en la Universidad Politécnica del Valle de México en Tultitlán, Estado de México, hiriendo de gravedad a un empleado. ITS reivindicó el atentado como el inicio de su actividad terrorista, fabricando y enviando artefactos incendiarios a diversos investigadores en centros universitarios de México, si bien la mayoría de los paquetes o no estallaron o fueron neutralizados.

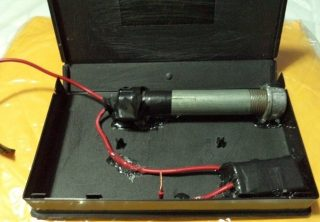
Paquete bomba elaborado por un grupúsculo de ITS aproximadamente en 2015

A principios del mes de agosto, se inicia una segunda oleada de atentados cuando un paquete bomba detonó dentro del Instituto Tecnológico y de Estudios Superiores de Monterrey, Estado de México. El científico Armando Herrera Corral fue herido en las piernas, y quedó sordo como secuela. El catedrático Alejandro Aceves López también resultó herido en cara, en los brazos, y una de las esquirlas del explosivo le perforó un pulmón. Las autoridades judiciales de México atribuyeron el atentado a ITS. Al día siguiente, se localizó un paquete sospechoso en CINVESTAV (un centro de investigación perteneciente al Instituto Politécnico Nacional) en Irapuato, Guanajuato. Miembros de la policía especializada en el manejo de explosivos retiraron el dispositivo sin que este explotase. La bomba iba dirigida al hermano del científico herido en la explosión ocurrida el día 9. Un mes después, un explosivo de fabricación casera fue localizado y desactivado en la Facultad de Estudios Superiores (FES) en Cuautitlán Izcalli. Aunque el mismo grupo se atribuyó en su blog la responsabilidad de la colocación de este artefacto, nunca ha sido confirmado por las autoridades ni fue recogido por los medios tal reivindicación.
En un comunicado en septiembre de 2011, ITS anunció que habría un silencio y que no reivindicaría actos de manera temporal. Sin embargo, un mes después un paquete bomba estalló dentro de una empresa de mensajería causando heridas a tres trabajadores que habían manipulado el paquete. Las autoridades culparon a ITS, aunque el grupo jamás ha reivindicado este acto. Tras estos últimos hechos, ITS comienza a ejecutar una de las características definitorias de este grupo que es la reivindicación de atentados a medios de comunicación, que más tarde se comprueba que no son de su autoría. De esta manera, el 8 de noviembre, Ernesto Méndez Salinas, investigador de la UNAM, fue tiroteado cuando regresaba a casa en su automóvil. El crimen, reivindicado profusamente por ITS por medio de mensajes a medios de comunicación, que no contrastan la información antes de publicarlo, es posteriormente atribuido por las autoridades a cargo de la investigación a una banda de delincuentes sin relación con ITS. Un mes más tarde, una carta bomba hiere de levedad a un profesor de la Universidad Politécnica de Pachuca, en el centro de México. El ataque es de nuevo reivindicado por ITS causando inquietud entre la comunidad educativa de esa región. Un año más tarde, el 21 de febrero de 2013, un trabajador de mantenimiento del Servicio Postal Mexicano, José Luis García Luna, resultó herido por abrir un paquete-bomba que se encontraba dentro de un buzón de correspondencia, causándole la explosión una fractura en una mano y quemaduras. ITS se atribuyó el atentado, pero las autoridades judiciales mexicanas no confirmaron su autoría.
Tras otro lapso de inactividad, ITS anunció en agosto de 2014 su unión con varios grupos ecoanarquistas con afinidades proindigenistas, que rechazan las consecuencias de la colonización europea en América y la señalan como la causa de todos los conflictos y perjuicios a las poblaciones autóctonas. Basándose en esta visión, entienden que la civilización contemporánea resulta algo ajeno y nocivo que debe ser respondido con hostilidad. Este grupo, renombrado como Reacción Salvaje, tuvo una duración efímera  de sólo un año. En esta fase, el grupo incrementó los mensajes a medios de comunicación, autoinculpandose de atentados que resultaron ser falsas reivindicaciones. Así, durante el mes de abril de 2015, este grupo reivindicó un gran número de ataques y actos vandálicos contra propiedades e instalaciones de telecomunicaciones, sin que las autoridades confirmasen autoría de manera oficial.
En 2016, fue creado el blog Maldición Eco-Extremista, donde se publican comunicados extensos redactados en un estilo rebuscado. El 8 de febrero dos paquetes-bomba fueron enviados a científicos en las sedes de la Secretaría de Agricultura y Desarrollo Rural, en Zapopan, y en el Consejo Nacional de Ciencia y Tecnología (México), en Guadalajara, ambos en el estado de Jalisco. Los paquetes no podían estallar por la falta de detonadores. Días después la Fiscalía General de Jalisco atribuyó a ITS el incidente. En junio de ese año, ITS concede la primera entrevista por correo electrónico al programa radiofónico Radio Fórmula tras el asesinato del Jefe de Servicios Químicos de la Facultad de Química de la Universidad Nacional Autónoma de México (UNAM). Su muerte fue reivindicada por el grupo terrorista con un arma de fuego, pero que en realidad se comprueba, durante la investigación judicial, que la muerte fue debida a un apuñalamiento de compañero de trabajo en el transcurso de una discusión.
Al año siguiente, en mayo de 2017, ITS volvió a atribuirse falsamente de la autoría de un asesinato a través de una entrevista concedida al programa Radio Fórmula. En esta ocasión, afirmaron que supuestos miembros de la organización asesinaron a la estudiante universitaria Lesvy Berlín Osorio en Ciudad Universitaria, en la Ciudad de México. Sin embargo, durante la investigación se tuvo acceso a una cámara de seguridad que había captado una discusión entre Lesvy Berlín y su novio. En la grabación se ve que este último la golpea y la autopsia determina que la estudiante falleció por estrangulamiento provocado por un cable de teléfono. Tras estas evidencias las autoridades descartaron el atentado terrorista y pasa a ser considerado una muerte por violencia machista. Ese mismo mes de mayo de 2017, fue publicada una tercera entrevista a ITS en la revista mexicana de política “Siempre!” en la cual continúan reivindicando ésta y otras hipotéticas acciones terroristas, incluyendo tres supuestos asesinatos (implicando un sobre-bombra en el centro de Torreón, y los asesinatos de un funcionario del Tec de Monterrey, y dos campistas mientras escalaban el Monte Tláloc, en Texcoco, estado de México, estos últimos investigados por las autoridades como robos a mano armada.) El 14 de julio, un civil que recogió un paquete frente a la Parroquia del Señor de la Misericordia es herido de gravedad al abrir un paquete bomba disfrazado de un donativo para la iglesia en Gustavo A. Madero, Ciudad de México; el hombre resultó con quemaduras de segundo y tercer grado en abdomen y brazos, así como la pérdida de una parte de un dedo y trauma acústico. Las autoridades investigan el caso, mientras una célula del grupo clamó el atentado días después.
También el grupo se adjudicó un ataque a tiros contra peregrinos en una carretera cerca del municipio del El Marqués, en Querétaro, el 21 de marzo de 2017. Se incendia un lote con varios tubos de PVC en Ecatepec, Estado de México; las autoridades señalan que fue obra de un acto vandálico; ITS toma la responsabilidad del ataque incendiario. También se responsabilizan de otro ataque incendiario que afectó una tienda de telas en el mismo municipio. El 18 de octubre, un par de sujetos entraron a la iglesia católica Nuestra Señora del Carmen en Cuautitlán Izcalli, estado de México, y uno de ellos apuñaló al sacerdote Rubén Díaz Alcántara, en el municipio de Cuautitlán Izcalli, en el Estado de México, el representante de la iglesia murió desangrado por lo que ITS tomó la responsabilidad del ataque, pero las autoridades confirmaron que el homicidio fue por un asunto personal. El 7 de junio de 2018, un incendio afectó una maderera en Iztapalapa, Ciudad de México, los bomberos tardan en apagar el fuego que destruye varias camionetas y daña casas aledañas. ITS clama responsabilidad pero las autoridades confirman a que se debió a una falla eléctrica. El 15 de julio un Metrobús integrantes de ITS claman el abandono de una carga incendiaria en un carro del Metrobús en la delegación de Benito Juárez, Ciudad de México. El carro aún con pasajeros es evacuado por el chofer, se registran pérdidas materiales por el incendio, pero no se confirma la autoría de ITS. El 28 de diciembre del mismo año ITS se hace responsable de la detonación de un explosivo de baja intensidad frente a la plaza comercial “Power Center” en Coacalco, Estado de México.
En febrero de 2019, una serie de atentados sin víctimas mortales vuelve a ser reivindicada por el grupo a través de comunicados a diversos medios de comunicación locales. Sin embargo, el presidente de México Andrés Manuel López Obrador, en una rueda de prensa convocada el 4 de marzo de 2019 para anunciar varias iniciativas de seguridad, declaró que "no hay información reciente sobre el grupo terrorista [ITS]. Se tiene información que otras organizaciones están actuando y que están provocando actos de violencia". Meses después el grupo clamó responsabilidad por el incendio en subestación de la Comisión Federal de Electricidad de Santa Martha Acatitla, en Iztapalapa, y el incendio en el mercado de la Merced que dejó dos personas muertos y la mayoría de los puestos fueron calcinados dejando cuantiosas perdidas materiales.
El incendio en la subestación afectó varios de colonias que se quedaron sin el servicio eléctrico, además de que la nave mayor del mercado quedó inservible, siendo planeada su demolición para seguridad de los locatarios y compradores que acuden a diario a este centro de abasto, pero las autoridades no han confirmado lo publicado en el grupo.

## Supuesta internacionalización

### Argentina
En abril de 2016 aparece la célula "Constelaciones Salvajes", que clamó abandonar explosivos en la Fundación Argentina de Nanotecnología, amenazas por correo electrónico a varios investigadores y un paquete-bomba en la central de autobuses del Retiro y la  Universidad Tecnológica Nacional pero las autoridades trataron estos casos como incidentes aislados y no mencionan a ITS y sus células.
El 6 de diciembre del 2017 un paquete bomba estalla prematuramente al ser manipulado por trabajadores del almacén de una sucursal de Correo Argentino  de prematuramente al ser manipulado por trabajadores del almacén de una sucursal de Correo Argentino, la bomba deja dos trabajadores heridos, esto en la localidad bonarense de Monte Grande. ITS se lo reivindica y en su comunicado dice que el paquete estaba dirigido a un personaje especializado en ciencia sin identificar, la policía investiga pero no da con los responsables.
En marzo de 2022, Policía Federal Argentina, en colaboración con el Ministerio de Seguridad y autoridades italianas detuvieron a dos presuntos miembros de ITS (un padre y su hijo) en Villa Urquiza, Buenos Aires, quienes según "alentaban y propagaban acciones” de “la organización terrorista ITS (Individualistas Tendiendo a lo Salvaje)”. Además decomisaron tres teléfonos celulares, cuatro notebooks, cuatro tabletas, tres pendrives, dos CPU y una tarjeta de memoria. Las autoridades italianas comenzaron dicha investigación en mayo de 2018, permitiendo obtener datos importantes sobre los administradores de un sitio web, en el que se reivindica el accionar de ITS y sus ramificaciones.

### Brasil
A partir de 2013 ITS, como parte de su estrategia comunicativa, empezó a reivindicar como suyos atentados también cometidos fuera de México. De esta manera, diversos ataques en 2013, 2014 y 2016 contra mobiliario urbano y vehículos de las fuerzas de seguridad en Porto Alegre (Brasil) fueron desde el principio reivindicados por ITS, como inicio de una campaña de lucha armada internacional. En el año 2016 la policía de la región puso en práctica un operativo policiaco, al que llamaron “Operación Erebo”, para dar con los responsables de los diversos ataques terroristas de baja intensidad. Varias casas particulares y okupas fueron registradas, encontrándose en ellas diverso material para preparación de explosivos y publicaciones anarquistas, pero negando estar asociados a ITS. Con el procesamiento de los detenidos, medios anarquistas en solidaridad manifiestan su descontento con el gobierno y publican comunicados de editoriales independientes localizadas en Porto Alegre y sin relación alguna con ITS. Iniciativas políticas posteriores para combatir acciones terroristas en Brasil, al contrario de lo defendido por ITS en su blog, no son respuestas a sus acciones y de otros grupos, sino más bien es interpretado en clave de control policial interno de acuerdo al análisis de varios medios de comunicación.
Dos años más tarde, el 25 de diciembre de 2018, el Batallón de Operaciones Policiales Especiales desactivó de manera segura un artefacto explosivo improvisado frente al Santuário Menino Jesus en Brasilia reivindicado por ITS. Poco después son detenidas tres personas como presuntos autores del intento de atentado. Las autoridades brasileñas no confirmaron autoría de que el atentado, que forma parte de una ola de incidentes realizado por la delincuencia organizada por todo el país que el ejecutivo de Jair Bolsonaro es incapaz de detener entre 2018 y 2019. Meses más tarde, el 28 de abril, dos camiones pertenecientes al Instituto Brasileño del Medio Ambiente y de los Recursos Naturales Renovables fueron quemados además del sabotaje de otras infraestructuras en el parque nacional de Brasilia. En un comunicado la autodenominado célula "Sociedad Salvaje Silvestre" se responsabiliza por el atentado pero los medios brasileños no dan cobertura mediática. El gobierno lo atribuye a las protestas de los empleados del Instituto Brasileño de Medio Ambiente y del Instituto Chico Mendes para la Conservación de la Biodiversidad, que ven peligrar sus puestos de trabajo de ambas instituciones de conservación de la selva brasileña por las políticas de Jair Bolsonaro contra el Medio Ambiente. Por esas semanas se hace público que la ministra Damares Alves del Ministerio de la Mujer, Familia y Derechos Humanos de Brasil y el ministro Ricardo Salles del Medio Ambiente han recibido amenazas de muerte por parte de células eco terroristas y que éstas siguen siendo investigadas sin que se haya determinado a los autores de tales amenazas. El 19 de julio se reiteran las amenazas por parte de un supuesto miembro identificado como "Añangá " al presidente Jair Bolsonaro y dos de sus ministros en una entrevista a la controvertida revista Veja.

### Chile
El primer ataque de ITS en Chile se daría 18 de febrero de 2016, El grupo “Sureños Incivilizados”  hace su aparición y quema totalmente un autobús del Transantiago a plena luz del día, el atentado incendiario no deja heridos pero dejando conmocionado a los usuarios. El 19 de mayo un artefacto incendiario es encontrado dentro de la Facultad de Ciencias Físicas y Matemáticas de la Universidad de Chile, cuando un empleado de limpieza encuentra el artefacto y llama a miembros del GOPE quienes lo desactivan y decanos de la universidad se querellaron ante este incidente..En julio del 2016 se responsabilizan del incendio en la azotea del Mall "Vivo" localizado en la comuna de Maipú, pero las autoridades no se pronuncian de las causas del incendio.
El 13 de enero de 2017 un paquete explosivo al entonces presidente de la empresa minera chilena Codelco, Óscar Landerretche, que al detonar es herido. La autoría de ITS es recogida en numerosos medios chilenos pero que el mismo Landerretche niega en la posibilidad de que exista un grupo ecoterrorista en Chile. Landerretche responsabiliza a “intereses mayores”, interpretando la acción como un intento de ataque de bandera falsa. El 10 de agosto del 2017 La célula “Bandada Inquisidora Vengativa” , otro grupo de ITS en Chile, se responsabiliza de un artefacto incendiario que incineró totalmente un Transantiago, en la comuna de Huechuraba, dejando graves perdidas materiales y haciendo que el incendio se expandiera a otros sitios aledaños. Las autoridades descartaron la autoría, y afirmaron que fue una falla técnica.
El 15 de abril del 2018 miembros de ITS abandonan una carga explosiva frente a la Universidad Católica Silva Henríquez, el cuerpo de carabineros desactiva la bomba, generando gran movilización policiaca. Al año siguiente, el 7 de septiembre de 2018, un artefacto explosivo fue detonado en la Facultad de Agronomía de la Universidad de Chile sin causar lesiones reivindicado por ITS en un comunicado de su blog.
Meses más tarde, el 4 de enero de 2019, un paquete explosivo detonó en una parada de autobús en Santiago de Chile hiriendo a 5 personas. ITS se responsabilizó por el atentado siendo reproducida su reivindicación en numerosos medios chilenos, siendo este ataque parte de una seguidilla de atentados que afectaron a los medios de transportes colectivos en Chile, algunos de ellos intencionados, y cuyos causantes rara vez reivindican. El gobierno chileno no ha confirmado de manera oficial que todos estos atentados fuesen realizados por ITS.
El 9 de mayo de 2019 el presidente del directorio del Metro de Santiago de Chile, Louis de Grange, sale ileso de un intento de atentado cuando recibe un paquete explosivo que es desactivado por los carabineros. Poco después, ITS publica un comunicado mostrando imágenes del supuesto paquete explosivo y reivindicando la acción. Las autoridades chilenas condenan la acción y anuncian el inicio de la investigación pero no confirman que ITS fuese el autor del atentado. Por las mismas fechas, en una entrevista a uno de los abogados que representan a Landerretche, se desvela que la investigación de ambos hechos terroristas están vinculados pero cuyas autoridades siguen actuando con secretismo y prefieren guardar silencio sobre la autoría de los mismos. El 29 de mayo de 2019 el presidente de Chile, Sebastián Piñera, aprovecha los atentados para presentar en el Congreso un borrador de ley antiterrorista que contienen un paquete de medidas que afectan a la vida diaria de los ciudadanos chilenos. En medio del debate público por el trámite de esta ley presentado por el gobierno se produce la detención del presunto autor de los diversos atentados de acuerdo con la fiscalía chilena el 8 de agosto de 2019, calificando al joven detenido como un lobo solitario. Sin embargo, ITS niega que el detenido sea miembro de su organización en un comunicado publicado al día siguiente y que haya sido el autor de ninguno de los atentados que ITS se atribuye. Semanas después, la Corte Suprema de Chile imputa al joven de 28 años de 6 delitos de terrorismo por perpetrar atentados con artefactos incendiarios. Por estas fechas también se publica en la prensa chilena algunas de las pruebas que vinculan al imputado con los atentados y en el que se desvela que portaba información de ITS con quienes estaba en contacto en la red oscura de Internet. El imputado ya había sido arrestado en 2011 y 2013, por cargos como vandalismo y participar en una protesta no autorizada.
En octubre de 2019 el cono sur americano se agita con una serie de protestas contra el ejecutivo de Mauricio Macri en Argentina y de Sebastián Piñera en Chile. En este último país las protestas surgen a raíz de una subida en las tasas de transporte que afecta al ciudadano chileno y desemboca en una crisis de gobierno con la dimisión de parte del ejecutivo para tratar de salvar la caída del presidente Piñera. En medio de este contexto se producen disturbios y actos violentos protagonizados por grupos organizados que son denunciadas por Piñera y trata de asociarlos con las protestas pacíficas en una entrevista en su intento por apagar las protestas. El 8 de noviembre uno de estos grupos asaltan la embajada de Argentina en Santiago de Chile y poco después el diario argentino Clarín desvela un informe de la policía que identifica a ITS como un grupo organizado violento internacional con presencia en Chile.

### Europa
En la policía escocesa realiza una explosión controlada de un artefacto explosivo en Princes Street Gardens, un parque público cerca del castillo de Edimburgo el 11 de enero de 2018. ITS reivindicó la colocación del artefacto explosivo mediante entradas en su blog y el envío de correos electrónicos a medios locales. Sin embargo, semanas tras el incidente la policía capturó a un militante de extrema derecha acusado de fabricar artefactos explosivos. Tras ser enjuiciado, Peter Morgan, de 35 años, cumple pena de prisión. Tras nuevas investigaciones las autoridades escocesas detuvieron a Nikolaos Karvounakis de 35 años, exmilitar griego, oriundo de Creta y una mujer sin identificar de 32 años fueron arrestados en junio del 2021 por delitos de terrorismo en North Bridge, Edimburgo. Después de una investigación más exhaustiva, la justicia escocesa determino que su ADN se encontraba en el explosivo abandonado en Princess Street, además de declarar de ser parte de la "Mafia Terrorista Internacional", con su célula "Misanthropos Cacogen". Por este intento de atentado fue condenado a 8.5 años de prisión. Los investigadores afirmaron que la ideología que presenta el atacante es bastante inusual, razón por la que pudo pasar desapercibido en un principio.
A finales de ese mismo año, en las navidades de 2018, un artefacto explosiona a la entrada de la iglesia ortodoxa Agios Dionysios en Atenas (Grecia). Secta Iconoclasta se atribuyó la autoría del atentado, y las fuerzas de seguridad siguen con las investigaciones.
El 16 de diciembre del 2019, en el distrito de Zografou, la policía helénica fue alertada a las 9 a. m. de un artefacto explosivo improvisado y este fue desactivado. El explosivo fue colocado cerca de una estación de policía central de Atenas y un campus universitario. Las autoridades notaron la falta de una advertencia que las guerrillas anarquistas suelen enviar y evaluaron que el dispositivo, descrito como una bomba de clavos, "estaba destinado a matar y mutilar". La polícia no descartó en su investigación que el ataque fuese obra de la célula "Secta Iconoclasta", influenciada por ITS, sin que se reporten detenidos hasta el momento.
En DIGOS y el Servicio de Contraste del Extremismo y el Terrorismo Interno (DCPP/UCIGOS) arrestaron a un sospechoso del delito "asociación con fines terroristas" en Turín por ser considerados integrante en la organización Individualistas Tendiendo a lo Salvaje.

### Estados Unidos
En octubre del 2019 un grupúsculo llamado Individualists Tending Toward the Wild-USA Natures Wrath (Individualistas Tendiendo a lo Salvaje-EUA/Furia de la Naturaleza) clamo los homicidios de Tushar Atre (secuestrado y encontrado muerto el 3 de octubre) y Erin Valenti (hallada muerta el mismo mes, y también oriunda de Santa Cruz) ambos CEO´s de importantes firmas en Silicon Valley.
Después de meses de investigación, en mayo del 2020 las autoridades confirmaron que el secuestro y asesinato del CEO fue perpetrado por personas que trabajaron con el, arrestando a cuatro sospechosos Kurtis Charters (22), Justin Charters (19), Stephen Nicolas Lindsay (22) y Joshua James Camps (23).